# Авеста (релігія)
Авеста  (від «awastāg» — основа) — священна книга зороастризму та його представників, послідовників Заратуштри, який  виступав як великий реформатор маздаїзму, найдавнішої політеїстичної релігії іранців, і підніс культ Агура-Мазди як втілення чистого добра. Це дає підставу іранським вченим, починаючи з епохи суфізму, твердити про споконвічний монотеїзм іранців. Навпаки, певні європейські дослідники ладні протиставляти «арійський» монотеїзм Біблії. Реальна ж основа вчення Заратуштри та тексту «Авести» свідчить про те, що Агура-Мазда мислиться невід'ємним від свого двійника, лихого Ангроманью. Це більш нагадує рівновагу Вішну й Шиви в індуїзмі або універсальну схожу модель «ян-інь», ніж справжній монотеїзм, хоча людина має бути на боці світлозоряного Агура-Мазди.
Книга містить стародавні гімни, молитви, вислови, легенди. Всього — 21 книга.
Збереглася лише чверть священного тексту, що вражає високою культурою мислення його творців, сприймається водночас і як пам'ятка художньої літератури міфологічного характеру: тут чимало поетичних фігур, трапляються випадки початкового римування, багатство інструментування (асоціації, алітерації) тощо.

## Історія
Найдавніші частини «Авести» зберігалися спочатку в усній традиції, очевидно, ще за часів індоєвропейської спільноти. Письмові записи виникли значно пізніше. В Авесті є багато міфологічних елементів та слідів стародавніх народних уявлень. Зокрема, міфологія «Авести» паралельна до індійських Вед, але світ «Авести» є тут немов віддзеркалення: в індуїзмі деви — добрі божества, а в «Авесті» деви злі; навпаки, ахури — добрі у іранців й злі у індусів (асури). Це свідчить про духовне розмежування в давньоарійському світі, на яке й спирався Заратуштра в своїй релігійній реформі. Остаточна редакція «Авести» припадає на 3 ст., коли було додано коментарі — Зенд. «Авеста» складалася з 21-ї книги — Наска, які своєю чергою були науковими, юридичними, і богословськими. Кодифікованих за династії Сасанідів (III–VII ст. н. е.)

## Структура «Авести»

### Перша редакція
Структура «Авести» нагадує структуру будь-якої священної книги. В основі її лежать написані нібито самим Заратуштрою гати (від gatta — пісня), молитви, які очевидно, виголошувалися речитативом й мають силабічну структуру. Це була комбінація віршів і прози, що обґрунтовували релігійну проповідь (прозові фрагменти втрачено). Подібні структури властиві архаїчній поезії взагалі (пор. біблійну Книгу Йова). Гати утворюють основу Ясни, книги молитов, яка разом з книгою Вендидад («Закон проти демонів») та Вісперед (в перекладі «Всі владики») лягла в основу першої редакції „Авести“. Ця кодифікація є власне „требник“, зібрання молитов для культової мети, причому центром культу було споживання молящими п'янкої хаоми, загалом засуджене Заратуштрою (пор. санскритське „сома“, українське „хміль“). Дві ж останні книги є викладом дидактично-правових норм. Цей комплекс написано 'авестійською» (давньо-іранською) мовою. Він належить до доби Аршакідів (І-ІІІ ст. н. е.). Невідомо точно, коли жив Заратуштра (з IX по VI ст. до н. е.), але тут відбито реалії Давнього Ірану 1-ї пол. І тис. до н. е. Закономірне й формування «требника» навколо заратуштрових гат — однотипно утворилися буддійський канон (навколо положень, проголошених Буддою) та комплекс Нового Заповіту (центр якого — записи «логій» — повчань Ісуса).

### Друга редакція
Друга редакція з перекладом на середньо-перську (пехлевійську) мову відбулася за Сасанідів (III-VII ст. н. е.) й мала на меті не богослужебні, а науково-пізнавальні цілі. За зороастрійським міфом, Авесту продиктовано пророкові самим Агура-Маздою, що відбито в формі діалогів. Та друга редакція містить «коментаторський» момент — зенд (т.зв. Авеста і Зенд); тут текст організовано з метою кращого вивчення й запам'ятовування, й це показує процес поступової «гуманізації» Авести. Очевидно, найдавніші фрагменти Авести виникли пізніше, ніж індійська Ригведа, тобто після VII ст. н.е.. й несуть в собі вже Іранський колорит. Тут зустрічаються відгомони найархаїчніших мотивів арійської міфології, виклади нових міфів, елементи героїчного епосу Давнього Ірану. Зокрема тут є поняття про стихії світла й пітьми (пор. біблійне відділення світла від темряви), уявлення про Землю-Мати й Небо-Батька (пор. грецький шлюб між Ураном та Геєю).

### Сучасна Авеста
Сучасна Авеста поділяється на п'ять книг.
Повністю збереглась лишень книга Вендідат, де розповідається про створення світу, історію людства, є тлумачення про охорону ритуальної чистоти.
5 книг:
- Ясна — «Вшанування», зороастрійське богослужіння, центральною частиною якого є Гати — в яких викладено вчення пророка Заратуштри.
- Відевдат — «Закон проти демонів» про створення світу, історію людства, тлумачення про охорону ритуальної чистоти.
- Вісперед — «Всі владики», доповнення до «Ясни», тут вшановуються всі охоронці благих творінь.
- Яшти — «Гімни», присвячені Ахурі-Мазді і його благим творінням.
- Хорде Авеста — «Мала Авеста», збірник щоденних молитов.

Також збереглися деякі фрагменти інших книг Авести.
Найдавніша частина «Авести» — гати (частина Ясни) вважається безпосереднім твором Заратустри (Зороастра).

## Поетика
У гатах (гімнах) «Авести» розрізняються п'ять силабічних розмірів.
Народно-поетичний струмінь свідчить, що на основі Авести мали б виникнути різні літературні роди та види: бо, стиль відзначається пластичністю образу й тяжінням до жанровості (наприклад, опис бога Веретрагни, що постає то у вигляді вепра, Котрий кидається уперед, з гострими зубами, Мужнього, з гострими іклами"; або ж хвалу «водам, що витікають з джерела… які подібні до вагітних матерів та дійних корів»). Але цього не сталося, бо дві редакції Авести остаточно перетворили пам'ятку на дидактично-релігійний кодекс. А навала арабів-мусульман у VII ст., яка зруйнувала й текст пам'ятки, вже постраждалий за Александра Македонського (збереглися самі уламки), і давньо-іранську культурну традицію взагалі, спричинилася до того, що нова Іранська поезія виникає вже на базі мусульманської ментальності.

## Вплив Авести на світові релігії та культури
Сьогодні шанують Авесту як священну книгу лише нечисленні перси в Ірані та в Індії. В III ст. н.е. від вчення Авести відділилася єресь маніхеїв з власним літературним каноном. Авеста відбиває конкретно-історичний ідеал епохи патріархального суспільства, що тільки-но перейшло від кочів'я до землеробства (лихий Ангроманью — бог зими, хвороби й кочів'я). Поняття Доброго Бога нерозривно пов'язане з добробутом, з ситим, забезпеченим життям: «Славословити Агура-Мазду і давати корм худобі — це ми вважаємо найважливішим», «Хто сіє хліб — той сіє праведність».

### Індія
В описі багатого дому на першому місці пойменовано худобу й собаку, а потім дружину й дитину. Людина тут ще має риси «культ, героя», вона гідна опису лише як богатир або вождь. Перша людина Йїма була скотарем (пор. біблійного Авеля), вона отримала від бога Мітри золотого бодця й позолочений батіг, й, одночасно врятувала світ від великого потопу, причина якого, проте, не гнів Неба, а танення снігів у степу (Йїма огороджує свого роду «крааль», що нагадує біблійний ковчег). Він же вчиняє перший гріх, поласувавши яловичиною (мотив табу на їжу є паралель Біблії, а табу саме на яловичину свідчить про духовний зв'язок з Індією або й, ширше, з усім регіоном Середземномор'я, де повсюди шанувався бик, втілення родючих сил).
Другий герой такого типу — Керсасп, який воює з драконами (мотив солярного міфу, бо ж дракон є уособлення хмари) й вчиняє перший гріх з жінкою (пор. месопотамський епос про Гільгамеша та біблійну історію гріхопадіння). Космогонія ж Авести близька своєю "загадковістю до індійських міфів («В першу еру богів з Неіснуючого існуюче народилося. Тоді згодом частини світу народилися, вийшовши з Рожениці, (тої, у котрої ноги витягнено, як при родах у людини»).
Елементи ассиро-вавилонської, єгипетської та грецької культури в Авесті асимільовано й перероблено часом до невпізнаності (наприклад, юнак відгадує загадки чарівника, що вказує на «сюжет Сфінкса»).

### Греція
Грецький світ, що ознайомився з вченням Заратуштри в добу греко-перських війн, погано уявляв, з чим має справу, наприклад перське слово «маг» (жрець) стало означати чаклуна, хоча зороастризм суворо забороняє чаклунство. Месопотамська астрологія була сприйнята греками як перський досвід. Грекам ми завдячуємо й перекрученням імен Авести (Зороастр — Заратуштра. Ормузд — Агура-Мазда, Аріман — Ангроманью).

### Стародавня Юдея
Важливо відзначити, що Авеста мала увійти в свідомість давніх юдеїв, які після вавилонського полону опинилися в складі Перської імперії, після перемоги персів над Вавилоном. Якщо згадати, що перша кодифікація біблійного канону відбувається за Ездри (V ст. до н. е.), можна припустити якщо не вплив зороастризму на юдеїв, то полеміку з його положеннями (зокрема ігнорування персони та ієрархії злих демонів у Біблії).

### Слов'янський світ
Особлива тема — зв'язок уявлень, котрі відбилися в Авесті, з слов'янським світом: адже від скіфів до нас прийшли не лише «дивь», що «кличе вьрьху древа» («Слово о полку Ігоревім»), але й самі ключові слова релігії «Бог» (від «бхага» звідси ж комплекс слів «багатий», «багатир») та «диявол» (від «дев»). Численні приклади запозичень з Іранських джерел визначали дослідники й у давньо українському фольклорі (хмара-змій і т.п).

## Авеста в сучасному світі
З кін. XIX ст. спостерігається своєрідна міфологізація Авести, котру часом використовують у річищі модернізму як обґрунтування антихристиянських поривань. Ф.Ніцше, проголосивши «смерть Бога», вкладає свою проповідь індивідуалізму в уста Заратуштри, абстрагуючись від реальної аксіології пам'ятки. Цікаво, що в Радянському Союзі, де було дифамовано ім'я Іранського пророка (саме завдяки Ніцше), Заратуштра часом згадується як уособлення доброчинності, як аналог Христа (наприклад, у «Дванадцяти стільцях» І.Ільфа та Є.Петрова: «Дав би тобі у рило, але Заратуштра не дозволяє»). Останніми роками в Україні й, почасти, за кордоном спостерігається нова міфологізація Авести, яку проголошено органічною частиною української культурної спадщини (Л.Силенко, С.Плачинда та ін.).

## Переклади
Вперше перекладена «Авеста» і видана в Європі Анкетіль-Дюперроном (1771).